# Polyrhachis amana
Polyrhachis amana är en myrart som beskrevs av Smith 1861. Polyrhachis amana ingår i släktet Polyrhachis och familjen myror. Inga underarter finns listade i Catalogue of Life.

## Bildgalleri

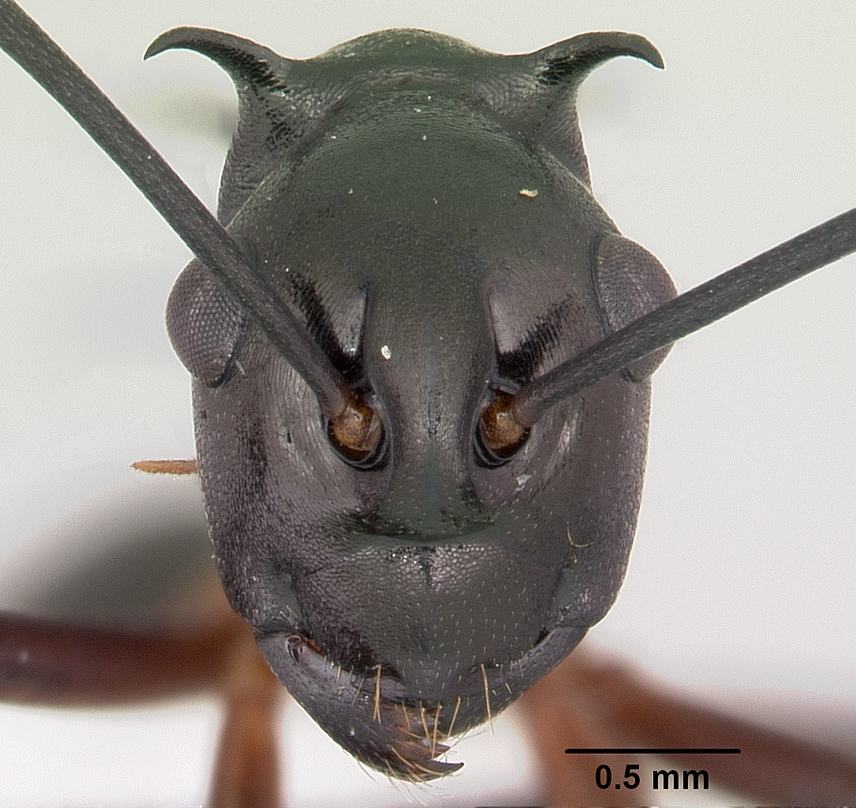